# Bournezeau
Bournezeau és un municipi francès situat al departament de Vendée i a la regió de País del Loira. L'any 2007 tenia 2.907 habitants.

## Demografia

### Població
El 2007 la població de fet de Bournezeau era de 2.907 persones. Hi havia 1.180 famílies de les quals 342 eren unipersonals (148 homes vivint sols i 194 dones vivint soles), 394 parelles sense fills, 403 parelles amb fills i 41 famílies monoparentals amb fills.
La població ha evolucionat segons el següent gràfic:
Habitants censats

### Habitatges
El 2007 hi havia 1.374 habitatges, 1.212 eren l'habitatge principal de la família, 92 eren segones residències i 70 estaven desocupats. 1.259 eren cases i 48 eren apartaments. Dels 1.212 habitatges principals, 840 estaven ocupats pels seus propietaris, 355 estaven llogats i ocupats pels llogaters i 18 estaven cedits a títol gratuït; 63 tenien una cambra, 56 en tenien dues, 183 en tenien tres, 338 en tenien quatre i 572 en tenien cinc o més. 964 habitatges disposaven pel capbaix d'una plaça de pàrquing. A 468 habitatges hi havia un automòbil i a 576 n'hi havia dos o més.

### Piràmide de població
La piràmide de població per edats i sexe el 2009 era:
| Homes | Edats   | Dones |
| ----- | ------- | ----- |
| 0     | 95 o +  | 0     |
| 4     | 90 a 94 | 28    |
| 28    | 85 a 89 | 32    |
| 20    | 80 a 84 | 20    |
| 56    | 75 a 79 | 68    |
| 48    | 70 a 74 | 64    |
| 92    | 65 a 69 | 72    |
| 44    | 60 a 64 | 88    |
| 40    | 55 a 59 | 32    |
| 64    | 50 a 54 | 56    |
| 112   | 45 a 49 | 76    |
| 88    | 40 a 44 | 88    |
| 112   | 35 a 39 | 100   |
| 84    | 30 a 34 | 88    |
| 72    | 25 a 29 | 64    |
| 56    | 20 a 24 | 48    |
| 68    | 15 a 19 | 100   |
| 76    | 10 a 14 | 92    |
| 84    | 5 a 9   | 72    |
| 52    | 0 a 4   | 60    |

## Economia
El 2007 la població en edat de treballar era de 1.842 persones, 1.402 eren actives i 440 eren inactives. De les 1.402 persones actives 1.320 estaven ocupades (734 homes i 586 dones) i 82 estaven aturades (29 homes i 53 dones). De les 440 persones inactives 154 estaven jubilades, 159 estaven estudiant i 127 estaven classificades com a «altres inactius».

### Ingressos
El 2009 a Bournezeau hi havia 1.186 unitats fiscals que integraven 2.937,5 persones, la mediana anual d'ingressos fiscals per persona era de 16.765 €.

### Activitats econòmiques
Dels 108 establiments que hi havia el 2007, 2 eren d'empreses extractives, 4 d'empreses alimentàries, 3 d'empreses de fabricació de material elèctric, 7 d'empreses de fabricació d'altres productes industrials, 16 d'empreses de construcció, 22 d'empreses de comerç i reparació d'automòbils, 3 d'empreses de transport, 10 d'empreses d'hostatgeria i restauració, 6 d'empreses financeres, 7 d'empreses immobiliàries, 11 d'empreses de serveis, 8 d'entitats de l'administració pública i 9 d'empreses classificades com a «altres activitats de serveis».
Dels 35 establiments de servei als particulars que hi havia el 2009, 1 era una oficina de correu, 3 oficines bancàries, 7 tallers de reparació d'automòbils i de material agrícola, 1 autoescola, 2 paletes, 2 guixaires pintors, 4 fusteries, 1 lampisteria, 2 electricistes, 1 empresa de construcció, 3 perruqueries, 2 veterinaris, 4 restaurants, 1 agència immobiliària i 1 saló de bellesa.
Dels 8 establiments comercials que hi havia el 2009, 1 era un supermercat, 1 una botiga de menys de 120 m², 2 fleques, 1 una carnisseria, 1 una llibreria, 1 una joieria i 1 una floristeria.
L'any 2000 a Bournezeau hi havia 91 explotacions agrícoles que ocupaven un total de 4.400 hectàrees.

## Equipaments sanitaris i escolars
El 2009 hi havia 1 farmàcia i 1 ambulància.
El 2009 hi havia 2 escoles elementals.

## Poblacions més properes
El següent diagrama mostra les poblacions més properes.